# Magyar Textiltechnika (folyóirat)
A Magyar Textiltechnika c. folyóirat a Textilipari Műszaki és Tudományos Egyesület (TMTE) által kiadott, 1948 óta folyamatosan megjelenő szaklap. Negyedévenként jelenik meg online kiadásban, a TMTE honlapjáról (https://tmte.hu/magyar-textiltechnika/) tölthető le.

## Története

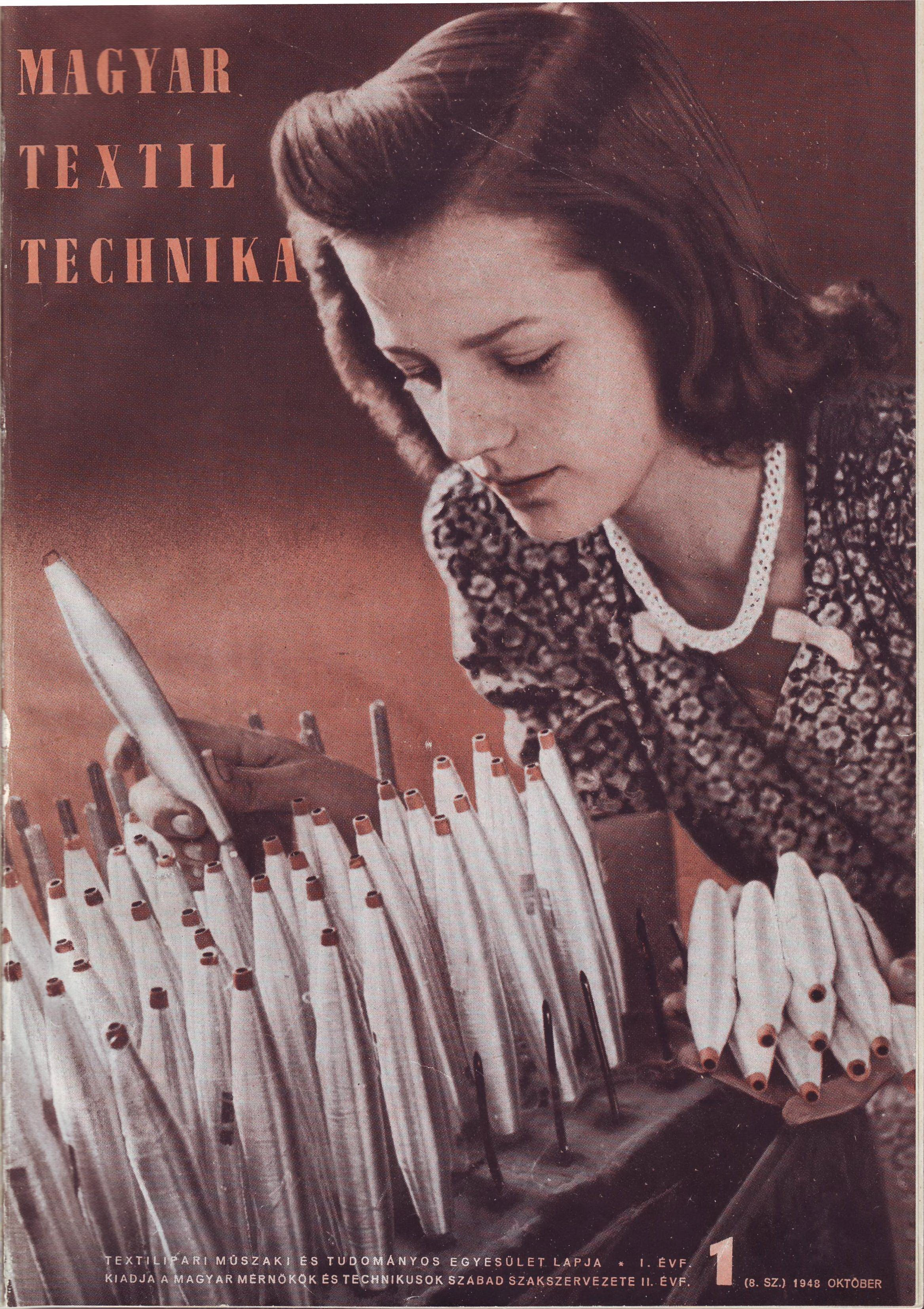
A Magyar Textiltechnika c. szakfolyóirat 1948/1. számának címlapja

A Textilipari Műszaki és Tudományos Egyesület 1948. szeptember 20-án tartotta alakuló közgyűlését és egy hónapra rá, októberben már megjelent a TMTE szaklapja, a Magyar Textiltechnika 1. száma. A beköszöntőt Zilahi Márton, az egyesület újonnan megválasztott, első elnöke írta, aki ebben a lap célját úgy fogalmazta meg, hogy az magas színvonalú tudományos és műszaki segédeszközt kínáljon a textilipar minden dolgozója számára. Ismertetni kívánták a magyar textilipar helyzetét, fejlődésének eredményeit, és rendelkezésre kívántak állni mindenkinek, aki pótolni akarta azt a veszteséget, ami a külföldi kapcsolatok háború alatti megszakadásával érte a magukat képezni akaró szakembereket. 
A lap lényegében változatlanul ennek a célkitűzésnek a szellemében működött működik ma is. A lap mai célkitűzését a szerkesztési elvek 2005-ben elfogadott újrafogalmazásakor így rögzítették:
„A Magyar Textiltechnika folyóirat célja a magyar textil-, textilruházati és textiltisztító iparban dolgozó szakemberek tájékoztatása e szakterületek hazai és külföldi műszaki és technológiai újdonságairól, hazai és nemzetközi piaci helyzetéről, szakmai eseményeiről, a szakterületekkel kapcsolatban álló civil szervezetek tevékenységéről, továbbá teret adjon szakismeretek átadására, szakmai tapasztalatcserére, új kutatási és fejlesztési eredmények publikálására, valamint hírt adjon a szakmát érintő személyi eseményekről, annak érdekében, hogy mindezzel hozzájáruljon az iparban dolgozó szakemberek informáltságához szakterületükön és ezzel javítsa versenyképességüket, innovációs tevékenységüket.”
Az elmúlt évtizedek természetesen igen sok változást hoztak a Magyar Textiltechnika „életében” is. A szerkesztőbizottság többször is átalakult, de tagjai mindig a szakma neves szakemberei voltak, akik a maguk szakterületén korszerű ismeretekkel és nagy tapasztalatokkal rendelkeztek. A cikkek szerzői gárdája is mindvégig tükrözte az ipar helyzetét, fejlődését. A 20. század végéig még jelentős hazai textilipari kutatási tevékenység eredményei megjelentek a lap cikkeiben: a Textilipari Kutató Intézet (TKI), a Textilipari Minőségellenőrző Intézet (TEXIMEI) kutatói, az egyetemi és főiskolai oktatók, a vállalatok gyártmány- és gyártásfejlesztő részlegeiben dolgozó, nagy tudású gyakorlati szakemberek rendszeresen számoltak be a lapban kutatási, fejlesztési eredményeikről. A lap olvasói rendszeresen olvashatták a Textilipari Műszaki és Tudományos Egyesület által szervezett konferenciák, előadások összefoglalóit. Azok, akik olyan szerencsések voltak, hogy külföldi konferenciákon, kiállításokon, tanulmányutakon vehettek részt (akkoriban ez még kitüntetésnek számított), beszámolóikban közreadták tapasztalataikat. Az akkoriban még jelentős textilipari szakkönyvkiadás újdonságairól is értesülhettek a lap olvasói. A külföldi lapszemlék keretében rövid összefoglalókban tudósított a Magyar Textiltechnika az európai és amerikai szaklapok angol, német, francia, orosz és más nyelven megjelent jelent jelentősebb szakcikkeinek tartalmáról.
Mindez azt biztosította, hogy a Magyar Textiltechnika a szakmában rendkívül magas színvonalú, informatív tudásforrásnak számított. Mindemellett a lap rendszeresen hírt adott a TMTE szakmai eseményeiről, személyi kérdésekről, kinevezésekről, születésnapi megemlékezésekről és sajnálatos halálhírekről is. A havonta megjelenő lap nagyon népszerű volt a szakemberek körében és a TMTE külföldi társszervezetei révén, amelyek rendszeresen kaptak példányokat, más országok szakemberei is hozzájuthattak. Ennek elősegítésére a lap tartalomjegyzékét és a szakcikkek rövid tartalmi kivonatát németül, angolul és oroszul is megjelentették.
Az 1989–1990-es rendszerváltást követően alapvető változások állottak be a magyar textiliparban. A hajdani nagyvállalatok felbomlása szétzilálta az egész ipart, a textil- és ruhaiparunk számára rendkívül nagyjelentőségű szovjet felvevőpiac bezárulta, a Távol-Keletről szinte ellenőrizetlenül beáramló olcsó tömegáruk tönkretették mind a hazai, mind az exportértékesítési lehetőségeket. A textil- és ruhagyárak szervezettsége, technikai felszereltsége és munkakultúrája nem volt igazán alkalmas arra, hogy jelentős mértékű nyugati exporttal pótolják ezt a kiesést.
Mindezek rányomták a bélyegüket a Magyar Textiltechnika helyzetére is. A rendszerváltás utáni években a sokoldalas tudományos cikkeket, részletes beszámolókat rövidre fogott közlemények, külföldi folyóiratokból átvett rövid hírek váltották fel.

## A jelenlegi helyzet

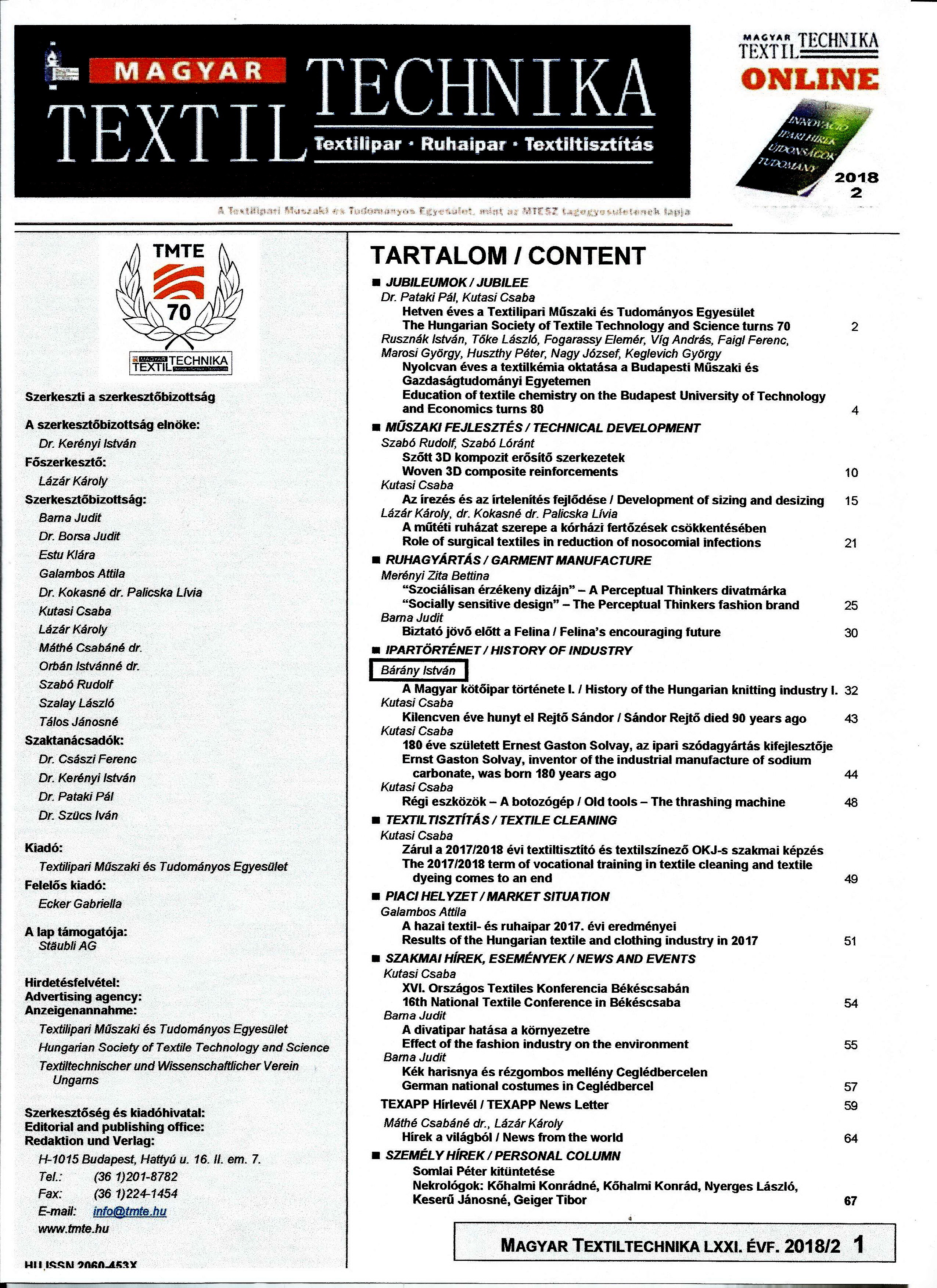
A Magyar Textiltechnika c. szakfolyóirat 2018/2. online számának címlapja

2005-ben a TMTE vezetősége a lap szerkesztésének megújítását határozta el. Az újonnan megalakult, kibővített szerkesztőbizottság azt a célt tűzte ki maga elé, hogy megkísérli ismét régi színvonalára emelni a lapot, szem előtt tartva azonban a világ és a hazai textilipar megváltozott körülményeit. A korábbinál sokkal nagyobb teret kaptak a divattal foglalkozó cikkek és – mivel időközben megszűnt a Textiltisztítás című lap, amelyet a Textiltisztító Egyesülés adott ki – a Magyar Textiltechnika helyet adott a textiltisztítás témakörébe tartozó közleményeknek is. 
2008-tól az addig mindvégig nyomtatásban megjelenő lap az egyesület honlapjáról elérhető online kiadásban és évente négy alkalommal jelenik meg. Ez természetesen jelentős változást hozott mind a szerkesztés, mind a terjesztés tekintetében. Az a körülmény, hogy a cikkek terjedelmét ezentúl semmi nem korlátozza – hiszen az internet kapacitása gyakorlatilag korlátlan –, megengedte, hogy nagy terjedelmű beszámolókat közöljenek kiállításokról, konferenciákról, ipartörténeti érdekességekről, technológiák bemutatásairól, valamint tudományos eredményekről, amely utóbbiak az utóbbi időkben ismét megjelentek egyetemi oktatók, doktorandusz hallgatók írásaiként. Az interneten történő terjesztés előnye, hogy a cikkekre a keresőprogramok is rátalálhatnak. A cikkek 2008-ig visszamenőleg bárki számára szabadon hozzáférhetők a https://tmte.hu/magyar-textiltechnika/ címen. A régebbi lapszámok egy-egy példányát a TMTE irattárában őrzik és kívánságra azok is hozzáférhetők az érdeklődők számára.

## Kapcsolódó szócikk
- Textilipari Műszaki és Tudományos Egyesület